# Дйордь VI Баторі
Дйордь Баторі (угор. Báthori György, д/н — 1570) — військовий діяч часів Угорського королівства (під владою Габсбургів). Стосовно нумерації існують розбіжності. Мав номер «VI» за загальним списком представників Баторі. Інші відлік ведують від очільника гілки Баторі-Ечед, відповідно був «Дйордем II».

## Життєпис
Походив з впливового угорського клану Баторі, роду Баторі-Ечед. Молодший син Андраша IV Баторі, головного королівського скарбничого, й Каталіни Розган'ї. Дата народження невідома, втім на момент смерті батька 1534 року був дитиною. Замолоду навернувся до кальвінізму.
Близько 1550 року одружився зі своєю стриєчною сестрою Анною, заволодівши майном, яке дружина успадкувала від першого чоловіка Гасшпара Драгфі.
Перебував на службі у Габсбургів. Відомо, що у 1552 році брав участь у військовій кампанії проти Яноша Жигмонда Запольї, претендента на угорський трон. Втім у 1556 році з невідомих причин перейшов на бік останнього, підтримавши обрання того королем на зборах в Себеші. Того ж року взяв в облогу місто Варад. За це імператор Фердинанд I конфіскував родинний замок Буяк.
За часів імператора Максиміліана II повернувся на австрійську службу. 1565 року діяв під орудою Лазаря фон Швенді, зокрема керував облогою фортеці Ердьод. Потім відійшов від військових справ. Помер 1570 року.

## Родина
Дружина — Анна, донька Іштвана VIII Баторі, трансильванського воєводи
Діти:
- Іштван (1555—1605), ішпан Сатмару, Сабольца, королівський суддя. Дітей не мав.
- Ержебета (1560—1614), дружина Ференца Надашді
- Клара, дружина Міхая Вараді
- Софія, дружина Андраша Фігеді